# Ricardo Rodríguez (Rennfahrer)
Ricardo Valentine Rodríguez de la Vega (* 14. Februar 1942 in Mexiko-Stadt; † 1. November 1962 ebenda) war ein mexikanischer Automobilrennfahrer.

## Karriere
Ricardo Rodríguez war einer der jüngsten Starter aller Zeiten in der Automobil-Weltmeisterschaft. Sein erstes Rennen war der Große Preis von Italien 1961. Er fuhr dabei im Alter von 19 Jahren, 6 Monaten und 28 Tagen für die Scuderia Ferrari auf einem Ferrari 156. Er qualifizierte sich auf Anhieb auf dem zweiten Startplatz und hielt fast 55 Jahre lang den Rekord als jüngster Pilot, der in der Formel-1-Weltmeisterschaft einen Startplatz in der ersten Startreihe erzielte. Erst am 27. August 2016 verlor er diesen Rekord an Max Verstappen, der bei der Qualifikation zum Großen Preis von Belgien 2016 ebenfalls den zweiten Startplatz erreichte.
Rodríguez wurde zu sechs Rennen gemeldet, startete jedoch nur bei fünf dieser Grands Prix. Sein bestes Resultat war der vierte Platz beim Großen Preis von Belgien 1962, der ihm drei WM-Punkte einbrachte. Bereits ein Rennen später beim Großen Preis von Deutschland wurde er Sechster und holte einen weiteren Punkt, seinen letzten.
Am 1. November 1962 verunglückte er im Training zum Großen Preis von Mexiko, der nicht zur Weltmeisterschaft zählte, mit einem Lotus tödlich. In der Peraltada-Kurve prallte er in die Streckenbegrenzung und starb durch die Wucht des Aufpralls. Die Unfallursache blieb unklar. Sein älterer Bruder Pedro war ebenfalls Rennfahrer. 1979 wurde die Rennstrecke Magdalena Mixhuca in Mexiko-Stadt nach den Brüdern Pedro und Ricardo Rodríguez in Autódromo Hermanos Rodríguez umbenannt.

## Statistik

### Statistik in der Automobil-Weltmeisterschaft
Diese Statistik umfasst alle Teilnahmen des Fahrers an der Automobil-Weltmeisterschaft, die heutzutage als Formel-1-Weltmeisterschaft bezeichnet wird.

#### Gesamtübersicht
| Saison | Team             | Chassis     | Motor          | Rennen | Siege | Zweiter | Dritter | Poles | schn. Rennrunden | Punkte | WM-Pos. |
| ------ | ---------------- | ----------- | -------------- | ------ | ----- | ------- | ------- | ----- | ---------------- | ------ | ------- |
| 1961   | Scuderia Ferrari | Ferrari 156 | Ferrari 1.5 V6 | 1      | −     | −       | −       | −     | −                | −      | NC      |
| 1962   | Scuderia Ferrari | Ferrari 156 | Ferrari 1.5 V6 | 4      | −     | −       | −       | −     | −                | 4      | 13.     |
| Gesamt | Gesamt           | Gesamt      | Gesamt         | 5      | −     | −       | −       | −     | −                | 4      |         |

#### Einzelergebnisse
| Saison | 1   | 2 | 3 | 4 | 5 | 6   | 7 | 8 | 9 |
| ------ | --- | - | - | - | - | --- | - | - | - |
| 1961   |     |   |   |   |   |     |   |   |   |
|        |     |   |   |   |   | DNF |   |   |   |
| 1962   |     |   |   |   |   |     |   |   |   |
| DNF    | DNS | 4 |   |   | 6 | DNF |   |   |   |

| Legende  | Legende            | Legende                                                          |
| Farbe    | Abkürzung          | Bedeutung                                                        |
| -------- | ------------------ | ---------------------------------------------------------------- |
| Gold     | –                  | Sieg                                                             |
| Silber   | –                  | 2. Platz                                                         |
| Bronze   | –                  | 3. Platz                                                         |
| Grün     | –                  | Platzierung in den Punkten                                       |
| Blau     | –                  | Klassifiziert außerhalb der Punkteränge                          |
| Violett  | DNF                | Rennen nicht beendet (did not finish)                            |
| Violett  | NC                 | nicht klassifiziert (not classified)                             |
| Rot      | DNQ                | nicht qualifiziert (did not qualify)                             |
| Rot      | DNPQ               | in Vorqualifikation gescheitert (did not pre-qualify)            |
| Schwarz  | DSQ                | disqualifiziert (disqualified)                                   |
| Weiß     | DNS                | nicht am Start (did not start)                                   |
| Weiß     | WD                 | zurückgezogen (withdrawn)                                        |
| Hellblau | PO                 | nur am Training teilgenommen (practiced only)                    |
| Hellblau | TD                 | Freitags-Testfahrer (test driver)                                |
| ohne     | DNP                | nicht am Training teilgenommen (did not practice)                |
| ohne     | INJ                | verletzt oder krank (injured)                                    |
| ohne     | EX                 | ausgeschlossen (excluded)                                        |
| ohne     | DNA                | nicht erschienen (did not arrive)                                |
| ohne     | C                  | Rennen abgesagt (cancelled)                                      |
| ohne     | keine WM-Teilnahme |                                                                  |
| sonstige | P/fett             | Pole-Position                                                    |
| sonstige | 1/2/3/4/5/6/7/8    | Punktplatzierung im Sprint-/Qualifikationsrennen                 |
| sonstige | SR/kursiv          | Schnellste Rennrunde                                             |
| sonstige | *                  | nicht im Ziel, aufgrund der zurückgelegten Distanz aber gewertet |
| sonstige | ()                 | Streichresultate                                                 |
| sonstige | unterstrichen      | Führender in der Gesamtwertung                                   |

### Le-Mans-Ergebnisse
| Jahr | Team                       | Fahrzeug           | Teamkollege     | Platzierung | Ausfallgrund    |
| ---- | -------------------------- | ------------------ | --------------- | ----------- | --------------- |
| 1959 | Automobili Osca            | Osca Sport 750TN   | Pedro Rodríguez | Ausfall     | Wasserpumpe     |
| 1960 | North American Racing Team | Ferrari 250TR59    | André Pilette   | Rang 2      |                 |
| 1961 | North American Racing Team | Ferrari 250TRI/61  | Pedro Rodríguez | Ausfall     | Motorschaden    |
| 1962 | SpA Ferrari SEFAC          | Ferrari Dino 246SP | Pedro Rodríguez | Ausfall     | Getriebeschaden |

### Sebring-Ergebnisse
| Jahr | Team                       | Fahrzeug           | Teamkollege      | Teamkollege         | Teamkollege       | Platzierung | Ausfallgrund     |
| ---- | -------------------------- | ------------------ | ---------------- | ------------------- | ----------------- | ----------- | ---------------- |
| 1959 | Alejandro de Tomaso        | Osca S750          | Isabelle Haskell | Alejandro de Tomaso | Denise McCluggage | Rang 18     |                  |
| 1960 | North American Racing Team | Ferrari Dino 196S  | Pedro Rodríguez  |                     |                   | Ausfall     | Kupplungsschaden |
| 1961 | NART                       | Ferrari 250TR60    | Pedro Rodríguez  |                     |                   | Rang 3      |                  |
| 1962 | North American Racing Team | Ferrari Dino 246SP | Pedro Rodríguez  |                     |                   | Ausfall     | Motorschaden     |

### Einzelergebnisse in der Sportwagen-Weltmeisterschaft
| Saison | Team                     | Rennwagen                                             | 1   | 2   | 3   | 4   | 5   | 6   | 7   | 8   | 9   | 10  | 11  | 12  | 13  | 14  | 15  |
| ------ | ------------------------ | ----------------------------------------------------- | --- | --- | --- | --- | --- | --- | --- | --- | --- | --- | --- | --- | --- | --- | --- |
| 1959   | Alejandro de Tomaso Osca | Osca S750                                             | SEB | TAR | NÜR | LEM | RTT |     |     |     |     |     |     |     |     |     |     |
| 1959   | Alejandro de Tomaso Osca | Osca S750                                             | 18  |     |     | DNF |     |     |     |     |     |     |     |     |     |     |     |
| 1960   | NART P. u. R. Rodriguez  | Ferrari Dino 196S Ferrari 250TR                       | BUA | SEB | TAR | NÜR | LEM |     |     |     |     |     |     |     |     |     |     |
| 1960   | NART P. u. R. Rodriguez  | Ferrari Dino 196S Ferrari 250TR                       |     | DNF | 7   | DNF | 2   |     |     |     |     |     |     |     |     |     |     |
| 1961   | NART Ferrari             | Ferrari 250TR Ferrari 250TRI                          | SEB | TAR | NÜR | LEM | PES |     |     |     |     |     |     |     |     |     |     |
| 1961   | NART Ferrari             | Ferrari 250TR Ferrari 250TRI                          | 3   | DNF | 2   | DNF |     |     |     |     |     |     |     |     |     |     |     |
| 1962   | NART Ferrari             | Ferrari Dino 246SP Ferrari Dino 268SP Ferrari 250 GTO | DAY | SEB | SEB | MAI | TAR | BER | NÜR | LEM | TAV | CCA | RTT | NÜR | BRI | BRI | PAR |
| 1962   | NART Ferrari             | Ferrari Dino 246SP Ferrari Dino 268SP Ferrari 250 GTO | 2   |     | DNF |     | 1   |     | DNF | DNF |     |     |     |     |     |     | 1   |